# جزایر اسپافاریف
جزایر اسپافاریف (انگلیسی: Spafaryev Islands) گروهی از جزیره‌ها در استان ماگادان کشور روسیه است.